# Somaskanda

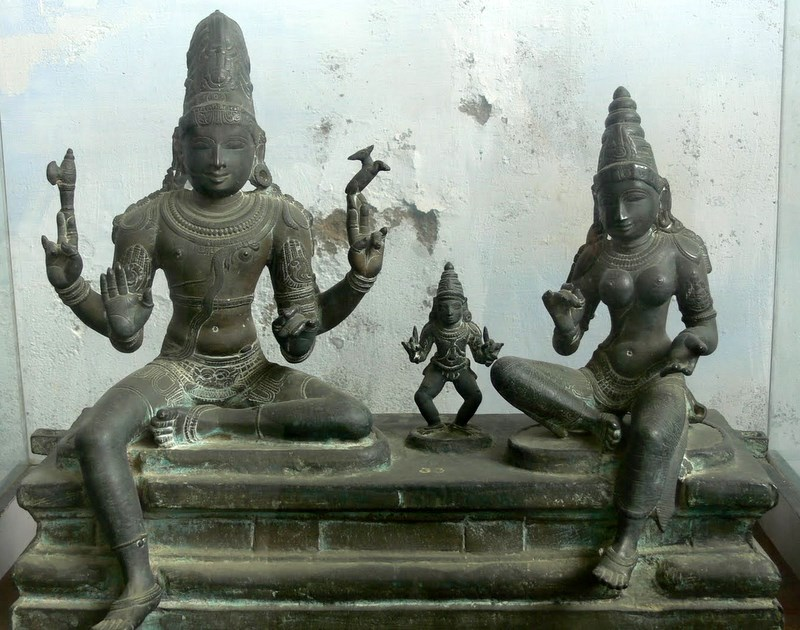
Een afbeelding van Somaskanda met een dansende Murugan (Skanda) tussen Parvati en Shiva in.

Somaskanda is een beeldengroep die Shiva met zijn partner Parvati en hun kind Skanda weergeeft. Deze familie beeldengroep van Shiva is ontstaan in de 6e tot 8e eeuw tijdens de periode van de Pallava in Zuid-India. De voorstelling toont Shiva met vier armen, Parvati, en tussen hen in de extatisch dansende baby Murugan. In verschillende regio's die ooit onder de controle van Pallavas stonden, zijn een aantal van deze beeldengroepen ontdekt.